# گورنگا بلا رکا (نووا واروش)
گورنگا بلا رکا (به صربی: Gornja Bela Reka) یک روستا در صربستان است که در نووا واروش واقع شده‌است. گورنگا بلا رکا ۲۲۴ نفر جمعیت دارد.